# Bésame tonto
Bésame tonto é uma telenovela peruana exibida em 2003 pela Latina Tv.

## Elenco
- Gianella Neyra - Julieta Rossini
- Segundo Cernadas - Rómulo Martínez
- Renato Rossini -  Ricardo Escalante
- Giovanna Azaldegui -  Milady
- Katia Salazar - Blanca Martínez
- Sonia Oquendo - Tosca
- Paul Martin - Gonzalo Martínez
- Pamela Cortés - Cory
- Xavier Pimentel - David Rossini
- María José de Zaldívar - Asunción de Martínez
- Hernán Romero - Donatello Rossini
- Reynaldo Arenas Horna - Lázaro Cruz
- Gabriel Anselmi - Juan Diego Calderón
- Gonzalo Revoredo - Gustavo Adolfo Ruiz
- Agustín Benítez - Alidio Martínez
- Liliana Mass - Laura Veralcázar
- Jean Carlo Porcile – Gregorio Escalante
- Cuty Wais - Nena Escalante
- María Angelica Vega - Estefanía
- José Luis Teran - Miguel Rossini